# Chorus Line (film, 1985)
Pour l’article homonyme, voir A Chorus Line.
Pour plus de détails, voir Fiche technique et Distribution.
Chorus Line (A Chorus Line) est un film musical américain réalisé par Richard Attenborough et sorti en 1985. Il met en vedette Michael Douglas. Le scénario d'Arnold Schulman est adapté de la comédie musicale A Chorus Line de James Kirkwood Jr. et Nicholas Dante. Les chansons sont composées par Marvin Hamlisch et Edward Kleban.
Le film est sorti en salles le 13 décembre 1985 par Columbia Pictures. Il reçoit des critiques plutôt mitigées et est un échec au box-office.

## Synopsis
Zach, directeur d'un théâtre à Broadway fait passer des auditions pour un spectacle musical, Chorus Line. Les danseurs sont amenés à parler intimement d'eux, de leurs doutes, de leurs secrets. Leur individualité se manifeste, mais à la fin de l'audition, ceux qui restent doivent devenir une troupe à part entière, ne plus faire qu'un. Seulement huit seront sélectionnés, quatre filles et quatre garçons.

## Fiche technique
- Titre original : A Chorus Line
- Titre français : Chorus Line
- Réalisation : Richard Attenborough
- Scénario : Arnold Schulman, Michael Bennett, James Kirkwood Jr. et Nicholas Dante
- Musique originale : Marvin Hamlisch
- Photographie : Ronnie Taylor
- Montage : John Bloom
- Chorégraphies : Jeffrey Hornaday
- Distribution des rôles : Julie Hughes et Barry Moss
- Création des décors : Patrizia von Brandenstein
- Direction artistique : John Dapper
- Création des costumes : Faye Poliakin
- Production : Cy Feuer, Ernest H. Martin
  - Producteur associé : Joseph M. Caracciolo
  - Producteur exécutif : Gordon Stulberg
- Sociétés de production : Embassy Pictures, PolyGram Filmed Entertainment
- Société de distribution : Columbia Pictures
- Durée : 113 minutes
- Pays de production :  États-Unis
- Dates de sortie :
  - États-Unis : 9 décembre 1985 (New York)
  - États-Unis : 11 décembre 1985 (Los Angeles)
  - France : 22 janvier 1986

## Distribution
- Michael Douglas : Zach, le chorégraphe
- Alyson Reed : Cassie, l'ex de Zach
- Terrence Mann : Larry, l'assistant de Zach
- Sharon Brown : Kim, la secrétaire de Zach
- Pat McNamara : Robbie

Les 16 danseurs pré-sélectionnés :
- Audrey Landers : Val Clarke
- Vicki Frederick (en) : Sheila Bryant
- Michelle Johnston : Beatrice Ann "Bebe" Benson
- Yamil Borges : Diana Morales
- Jan Gan Boyd (en) : Connie Wong
- Janet Jones : Judy Monroe
- Pam Klinger : Maggie Winslow
- Nicole Fosse (en) : Kristine Evelyn Erlich-DeLuca
- Tony Fields (en) : Al DeLuca
- Charles McGowan : Mike Cass
- Gregg Burge (en) : Richie Walters
- Matt West (en) : Bobby Mills
- Cameron English : Paul San Marco
- Michael Blevins : Mark Tobori
- Justin Ross : Greg Gardner
- Blane Savage : Don Kerr

Parmi les danseurs non sélectionnés :
- Peter Fitzgerald : le danseur sommé de jeter son chewing-gum
- Roxann Dawson (créditée Roxann Cabalero) : une danseuse
- Khandi Alexander : une danseuse

## Production

### Genèse et développement
Universal Pictures détient initialement les droits de la comédie musicale A Chorus Line. Le cinéaste Mike Nichols travaille sur le projet pendant six mois en 1978. Universal vend les droits à PolyGram Filmed Entertainment pour 7,8 millions de dollars en 1982. En 1983, Embassy Pictures rejoint le projet,. Alors que Sidney Lumet y sera attaché pendant quelque temps, Richard Attenborough est annoncé comme réalisateur en octobre 1984.
Six mois avant la sortie du film, Embassy Pictures est vendue à The Coca-Cola Company, qui possédait également Columbia Pictures. Cinq mois plus tard, Dino De Laurentiis a acquis Embassy mais il n'a pas acquis la participation de 20 % dans Embassy Film Associates, ce qui a créé une certaine confusion quant à savoir qui s'occuperait du film, qui devait être distribué par Columbia.

### Attribution des rôles
Le réalisateur voulait principalement de jeunes danseurs et acteurs inconnus. Madonna a auditionné pour un rôle mais n'a pas été retenue. Audrey Landers jouait déjà dans Dallas avant cela mais Richard Attenborough ne connaissait pas du tout la série.

## Distinctions
Le film a été nommé pour les prix suivants sans en remporter un seul :
Oscars 1986
- Oscar de la meilleure chanson originale ("Surprise, Surprise") (Marvin Hamlisch , Edward Kleban - (l'Oscar a été remporté par "Say You, Say Me" de Lionel Richie du film White Nights)
- Oscar du meilleur montage (John Bloom) - (l'Oscar a été remporté par Witness)
- Oscar du meilleur son ( Donald O. Mitchell , Michael Minkler , Gerry Humphreys et Chris Newman ) - (l'Oscar a été remporté par Out of Africa)

Golden Globes 1986
- Golden Globe du meilleur film musical ou de comédie
- Golden Globe de la meilleure réalisation

BAFTA 1986
- Prix BAFTA du meilleur son[5]
- Prix BAFTA du meilleur montage[5]